# Kammburg

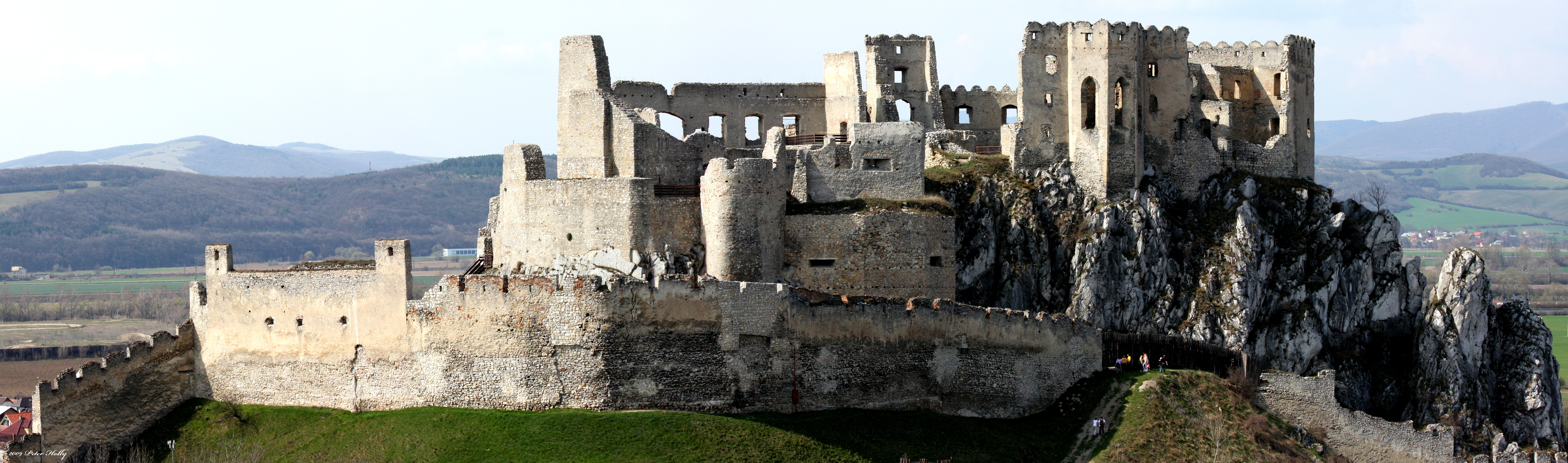
Burg Beckov, Slowakei

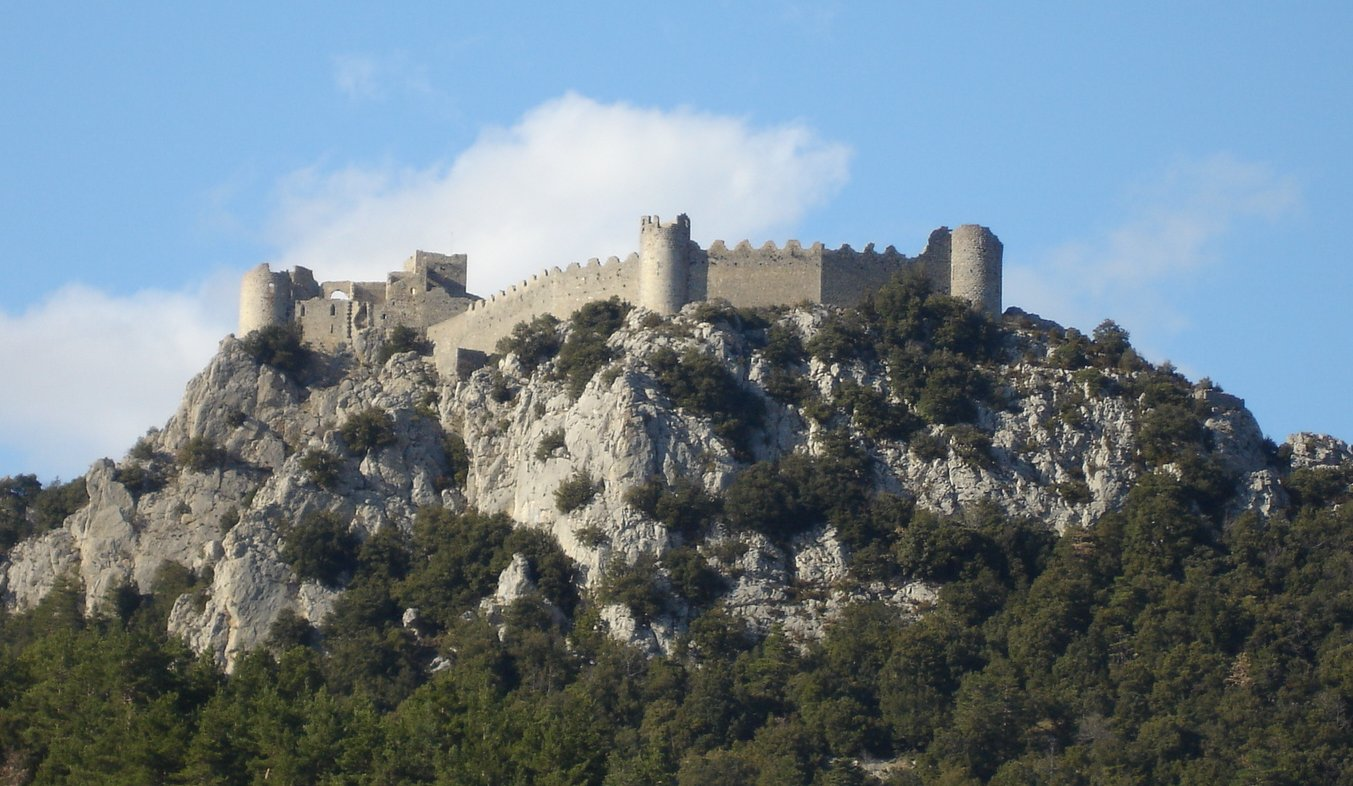
Burg Puilaurens, Südfrankreich

Unter einer Kammburg versteht man eine mittelalterliche Verteidigungsanlage, die auf einem Bergkamm oder auf einem Bergrücken angelegt wurde.
Bei der Kammburg handelt es sich um eine selten gewählte Bauform. Anlagen dieser Art waren aufgrund ihres Standortes einigermaßen gut geschützt. Nachteilig war nur die Möglichkeit, dass die Burg von zwei Seiten angegriffen werden konnte.
Zur besseren Verteidigung wurden meist mehrere Burgen in direkter Nachbarschaft erbaut.
Beispiele:
- Burg Beckov, Slowakei
- Burg Puilaurens, Südfrankreich
- Hohkönigsburg, Elsass